# Dmitri Wjatscheslawowitsch Wlassenkow
Dmitri Wjatscheslawowitsch Wlassenkow (russisch Дмитрий Вячеславович Власенков; * 1. Januar 1978 in Olenegorsk, Russische SFSR) ist ein  ehemaliger russischer Eishockeyspieler, der zuletzt bei Sewerstal Tscherepowez in der Kontinentalen Hockey-Liga unter Vertrag stand.

## Karriere
1996 begann Wlassenkow seine Karriere bei Torpedo Jaroslawl und gab während der Spielzeit 1995/96 sein Debüt für die Herrenmannschaft in der russischen Superliga. Während des NHL Entry Draft 1996 wurde er von den Calgary Flames in der dritten Runde an 73. Stelle ausgewählt. Wlassenkow blieb bis 2000 bei seinem Heimatverein, bevor er nach Nordamerika ging und eine Spielzeit bei den Orlando Solar Bears in der International Hockey League verbrachte. 
2002 kehrte er in die Superliga zu seinem Heimatverein, der 2000 in Lokomotive Jaroslawl umbenannt worden war, zurück, wo er bis 2007 unter Vertrag stand. Nach eineinhalb Spielzeiten bei Atlant Mytischtschi wurde Wlassenkow im Laufe der Saison 2008/09 vom HK Awangard Omsk aus der Kontinentalen Hockey-Liga unter Vertrag genommen. Im November 2011 wurde er vom HK Arlan Kökschetau aus der kasachischen Eishockeymeisterschaft verpflichtet. Nach einem Tor und drei Vorlagen in zwei Spielen, kehrte er bereits im Dezember 2011 in die KHL zurück, in der er einen Vertrag bis Saisonende bei Sewerstal Tscherepowez erhielt.

### International
Für Russland nahm Dmitri Wlassenkow im Juniorenbereich an den Junioren-Weltmeisterschaften 1997 und 1998 teil.
Mit der russischen Herrenauswahl nahm er an mehreren Turnieren der Euro Hockey Tour teil. Dabei erzielte er in 34 Länderspielen fünf Tore und vier Assists.

## Erfolge und Auszeichnungen
- 1997 Russischer Meister mit Lokomotive Jaroslawl
- 2001 Turner-Cup-Gewinn mit den Orlando Solar Bears
- 2002 Russischer Meister mit Lokomotive Jaroslawl
- 2003 Russischer Meister mit Lokomotive Jaroslawl

### International
- 1996 Goldmedaille bei der U18-Junioren-Europameisterschaft
- 1997 Bronzemedaille bei der Junioren-Weltmeisterschaft
- 1998 Silbermedaille bei der Junioren-Weltmeisterschaft

## KHL-Statistik
(Stand: Ende der Saison 2010/11)